# Ruisvoorn
De ruisvoorn of rietvoorn (Scardinius erythrophthalmus) is een inheemse vissoort, die leeft in de zoete en brakke wateren van de Benelux.

## Beschrijving

### Algemeen
De ruisvoorn, ook wel "rode rijer" en "roodvoorn" genoemd, wordt ongeveer 35 centimeter lang en weegt dan ruim 500 gram. De grootste die tot op heden in Nederland is aangetroffen was 48 cm lang.

### Herkenning
De ruisvoorn is een licht afgeplatte vis, die in het volwassen stadium steeds hoger en steviger wordt. Hij heeft felrode buikvinnen, aarsvin en staartvin. De rode vinnen worden meer uitgesproken naarmate de vis groter wordt. De kleur kan naargelang leeftijd en milieu variëren van groenzilverachtig zoals bij de blankvoorn tot goudkleurig. Het oog is bleekgeel, wat op grond van de wetenschappelijke naam (ἐρυθρός eruthrós = rood en ὀφθαλμός ophthalmós = oog) niet verwacht zou worden. Hij heeft 40 tot 43 schubben op de zijstreep. Hij heeft een bovenstandige bek en de mondspleet wijst omhoog. In de juveniele stadia heeft de ruisvoorn een vrij spitse kop.
Ruisvoorn wordt vaak met de blankvoorn verward. Er zijn wel enkele verschillen:
- De blankvoorn heeft een rood/oranje vlek boven de pupil. Dit is bij kleine exemplaren al duidelijk. Het oog van de ruisvoorn is egaal geelachtig.
- De rugvin van de ruisvoorn is verder naar achteren geplaatst.
- De bek van de ruisvoorn is bovenstandig, van de blankvoorn eindstandig.

Ook verwarring met de winde is mogelijk. De winde heeft een veel grotere en eindstandige bek en veel meer schubben langs de zijlijn (55-61).
Verder moet ook rekening gehouden worden met kruisingen (hybriden) met blankvoorn, winde, kolblei (zie afbeeldingen), brasem en alver. In Ierland worden wel kruisingen van brasem en ruisvoorn (F1 genoemd) kunstmatig geproduceerd en uitgezet ten behoeve van de hengelsport.

### Ecologische betekenis
De ruisvoorn komt veel voor in iets voedselrijker helder water met veel waterplanten. Hij leeft in scholen aan het oppervlak van het water. Omdat de ruisvoorn in dit type water een van de dominante soorten is wordt het ook wel het snoek/ruisvoorn-watertype genoemd.
De ruisvoorn paait normaal van april tot juli.
Naast insecten en zaden, eten ruisvoorns ook veel waterplanten als de watertemperatuur boven de 18 °C komt, zodat ze voor tuinvijvers en aquaria niet aan te bevelen zijn. Anderzijds zijn het wel fraaie vissen met felrode vinnen die zich goed laten zien.
De ruisvoorn is een belangrijke bron van voedsel voor snoek in het bovengenoemde watertype.

### Visserslatijn

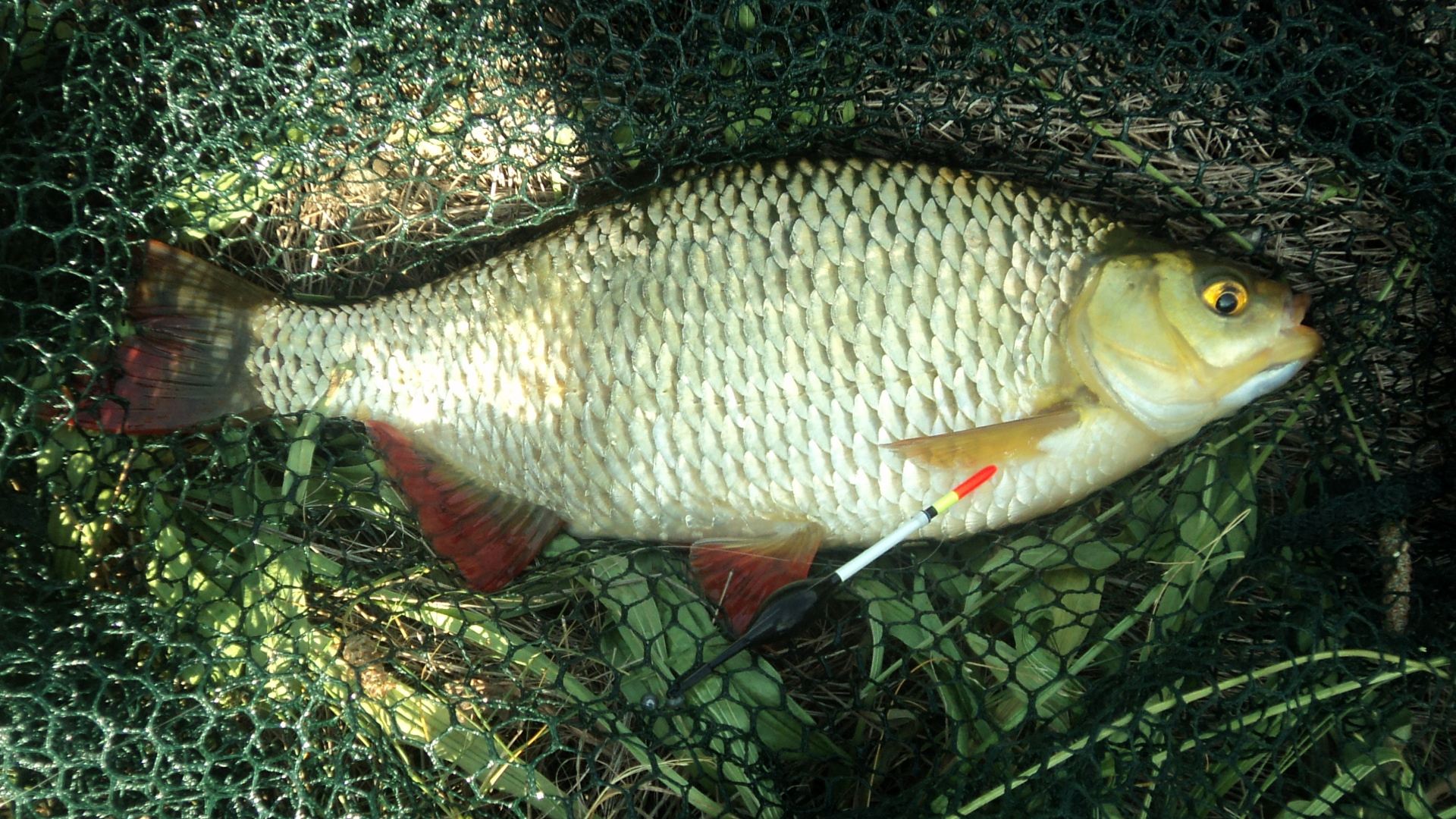
Ruisvoorn (±30cm) in België gevangen met een vlokhengel

De ruisvoorn is vaak in de buurt van het wateroppervlak te vinden en zoekt daar ook zijn voedsel, hoewel hij ook, voornamelijk in de koudere seizoenen, in de buurt van of op de bodem gevangen kan worden. De ruisvoorn wordt bevist met vaste hengel, vlokhengel, ultralichte spinhengel en omdat de ruisvoorn goed te bevissen is met de vliegenhengel is hij ook geliefd geworden bij vliegvissers. Omdat hij vaak leeft in water met veel waterplanten, wordt soms een relatief dikke draad aanbevolen, maar over het algemeen wordt er met veel succes met dunne lijnen op ruisvoorn gevist. De voorn kan gemakkelijk gevangen worden met vers brood, kempzaad, maden, maïs, kaas, regenwormen, deeg en aardappels. Op de vliegenhengel kunnen zowel droge vliegen als natte vliegen en nimfen gebruikt worden.
Vooral grotere ruisvoorns zijn schuchtere vissen die voorzichtig benaderd dienen te worden als ze zich nabij de oppervlakte bevinden of in ondiep water. Het voorzichtig benaderen van het water en het houden van de nodige afstand tot de vis is vaak een belangrijk onderdeel van de vangtactiek. De ruisvoorn is een goede vechter in verhouding tot zijn formaat, eens aan de haak geslagen. Door de combinatie van de nodige tactiek en zijn vechtlust, staat de ruisvoorn bekend als een gewaardeerde sportvis, op voorwaarde dat er met ultralicht materiaal wordt gevist. Voor het vissen met een pennetje aan een vlokhengel of vaste hengel gaat het dan om hengels gemaakt voor een nylon lijndikte van 10/00 tot 14/00 mm (± 1 tot 2 lbs). Indien een spinhengel wordt gebruikt gaat het om een hengel met een werpvermogen van 2 tot 3 gram in combinatie met zeer kleine spinners (een blad van ±1 cm). De vliegenhengels die aangeraden worden voor de visserij op ruisvoorn zijn ontworpen voor een aftma 2- tot 3-lijn. De ruisvoorn kan ook gevangen worden op zwaarder hengelmateriaal, maar dan kan hij zich niet volledig ontplooien tot de sportvis die hij waard is voor vele hengelaars. Zwaarder materiaal maakt het meestal ook moeilijker om het aas op een geraffineerde manier aan te bieden.
Naast het gericht vissen op grotere ruisvoorn als sportvis, wordt er ook op vooral kleinere exemplaren gevist om ze te gebruiken als aasvis voor de visserij op roofvis zoals snoek, snoekbaars of paling. Deze wordt dan levend aangeboden (verboden in Nederland), of dood, in zijn geheel of delen er van, afhankelijk van de beoogde vangst.
Over het algemeen worden ruisvoorns vanaf 25 à 30 cm gerekend tot grotere exemplaren, vissen vanaf 40 cm gelden algemeen als topvangsten. Onder de 15 cm worden ze gerekend als kleinere exemplaren.

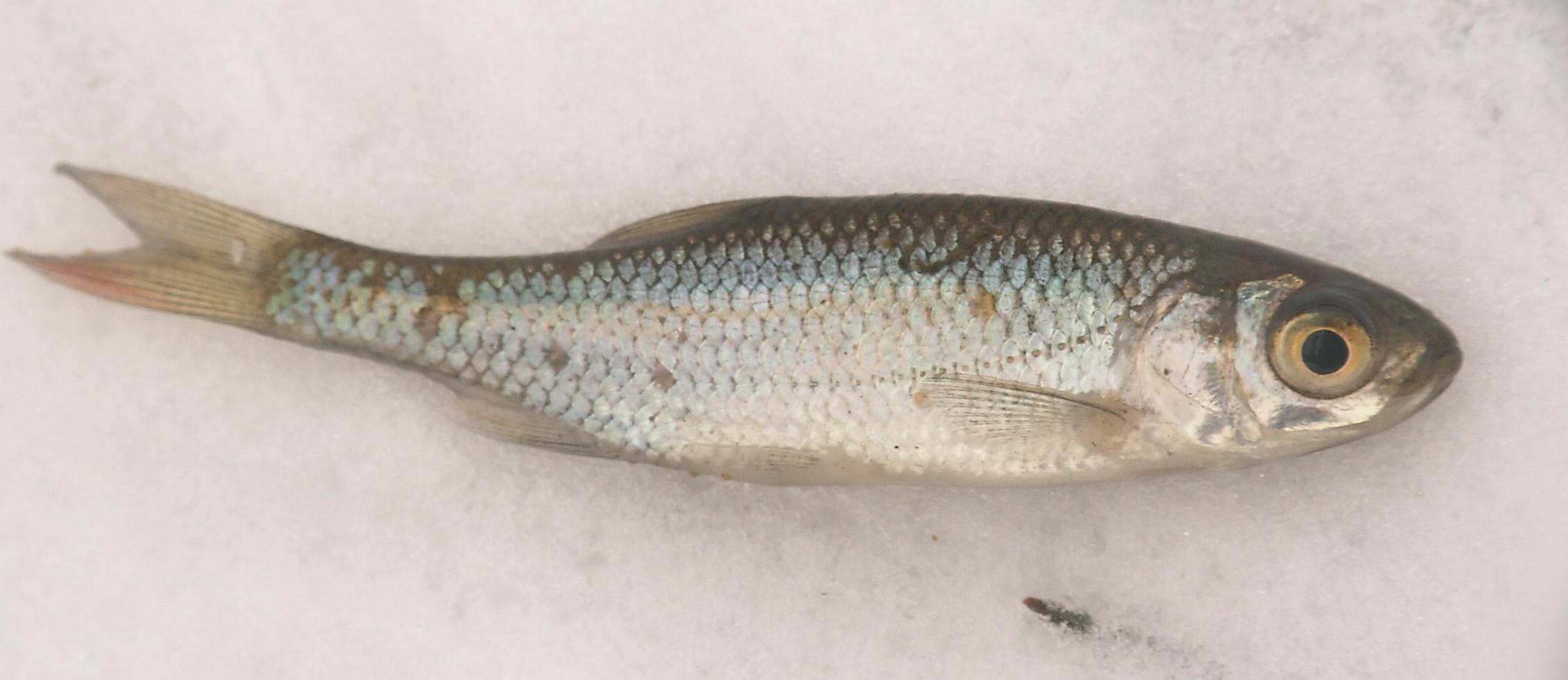
Jong exemplaar 8–9 cm, nog heel weinig kleur zichtbaar, bovenstandige bek
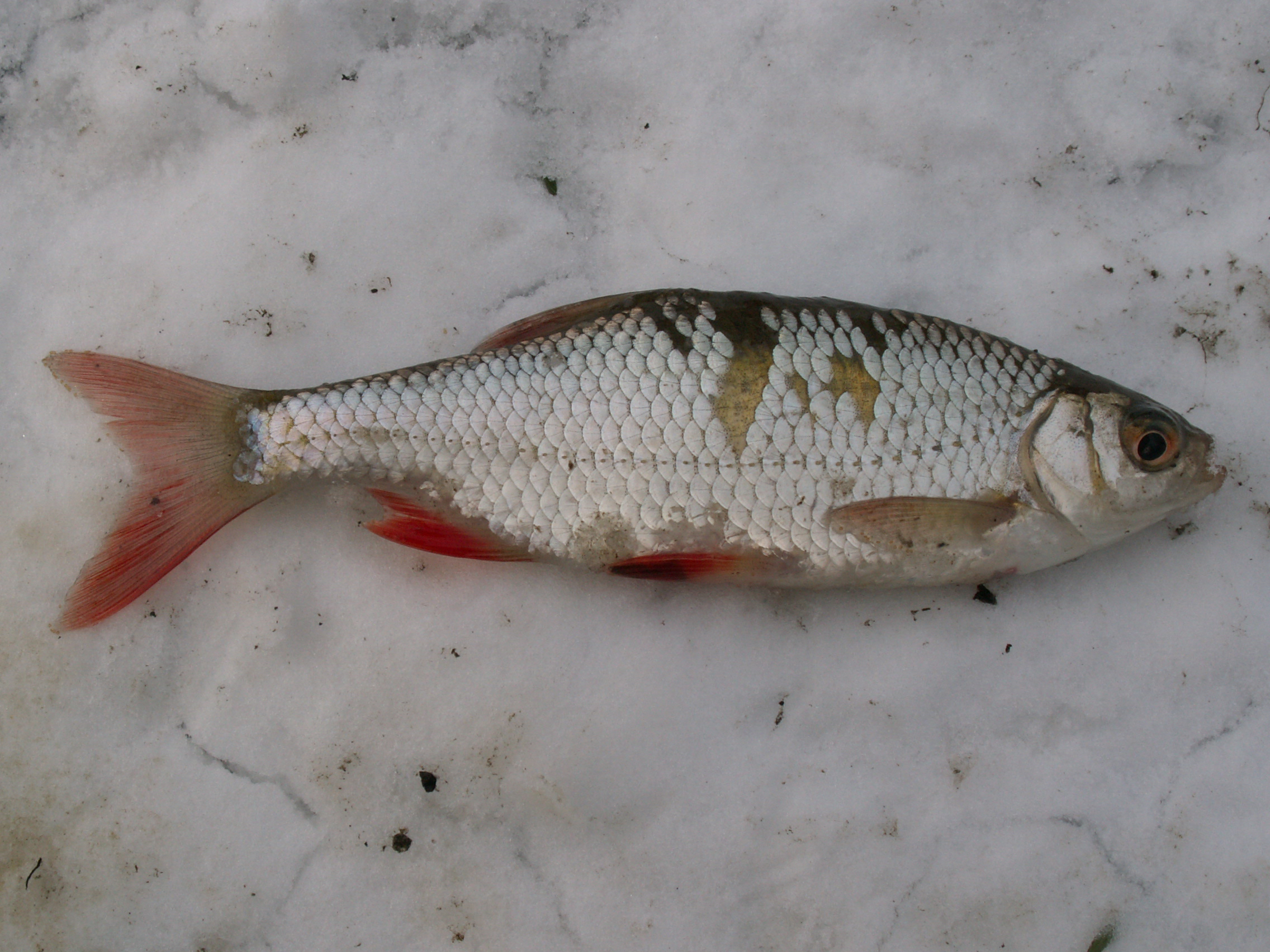
Volwassen stadium > 20 cm. Buikvin, aarsvin en staart zijn felrood gekleurd.
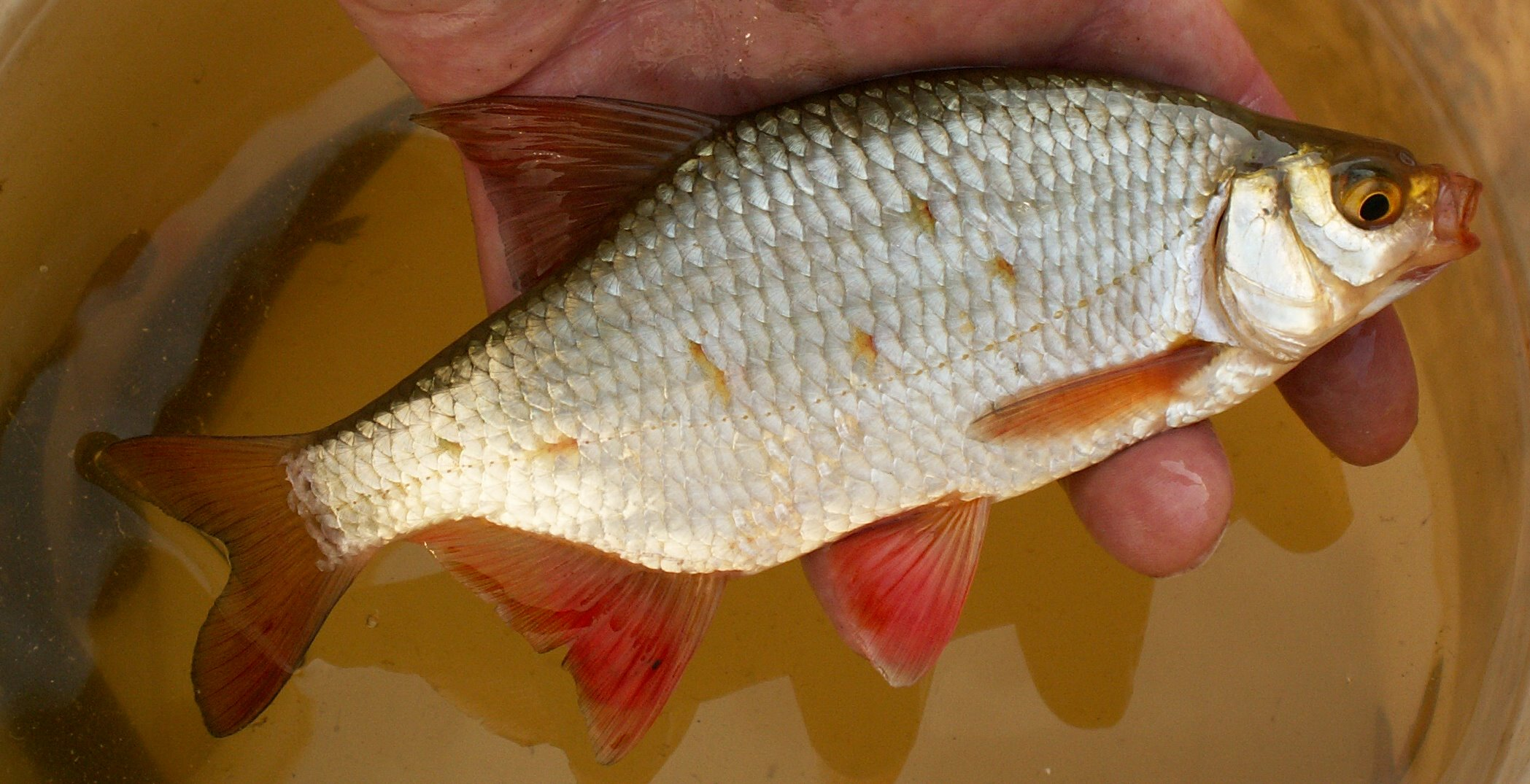
Hybride Ruisvoorn * Kolblei (korte aarsvin)
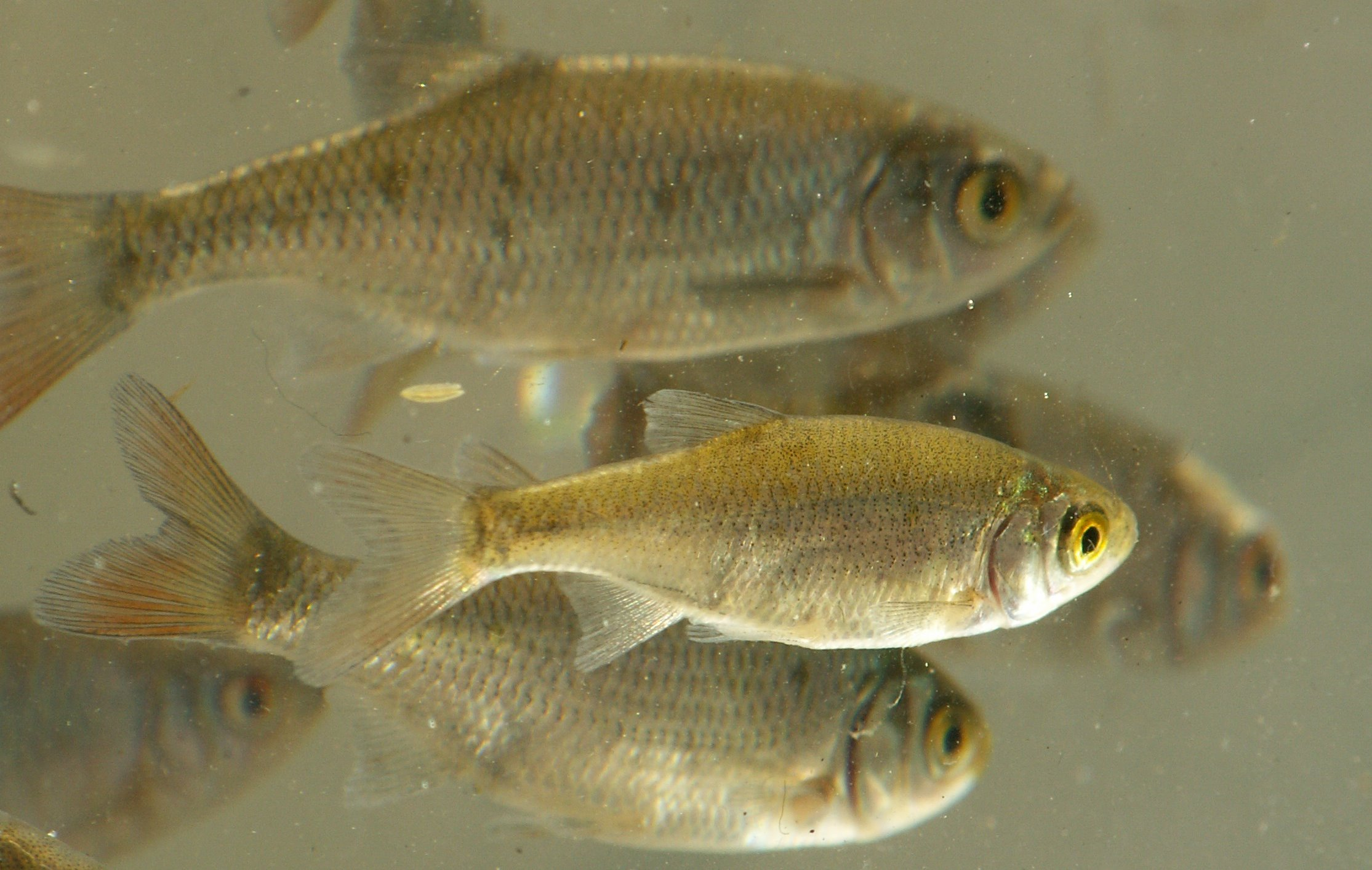
Ruisvoorns zijn ook goed te herkennen als ze nog klein zijn, door het gele oog en de typische lichaamsvorm.
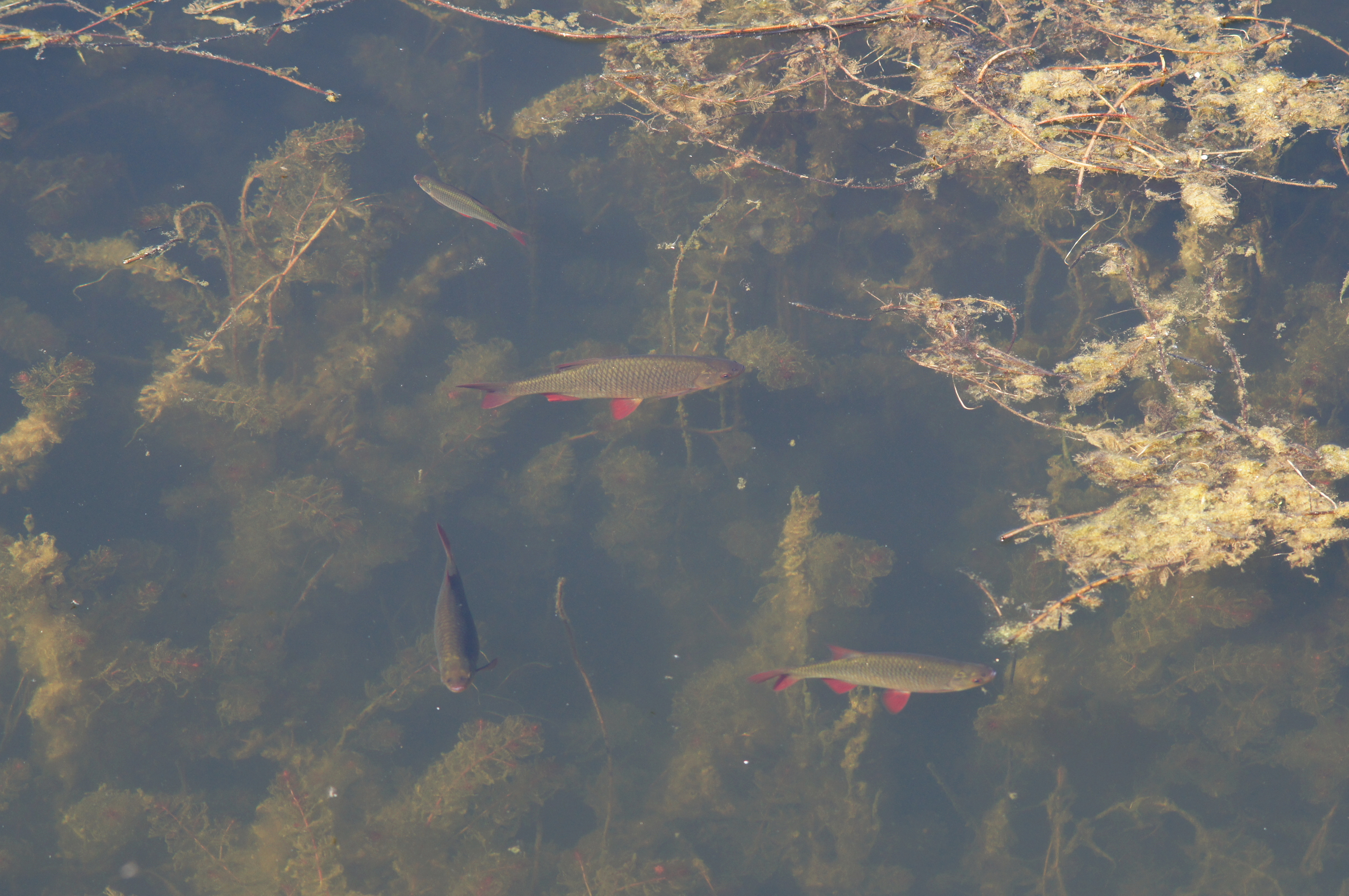
Grote ruisvoorns in een natuurlijke omgeving